# Svarta lådan
Den här artikeln handlar om färdskrivarna på ett flygplan. Se svart låda för andra betydelser.

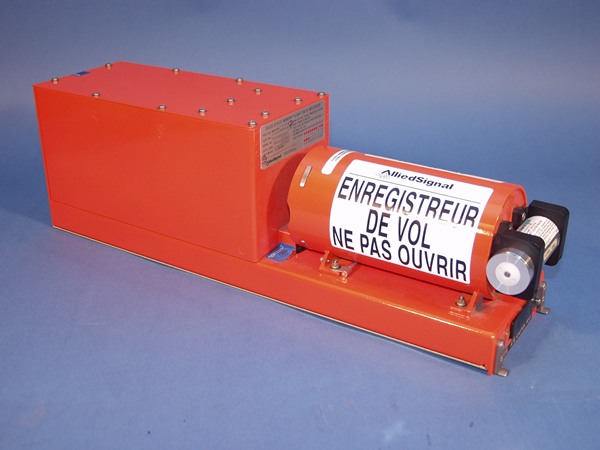
Ett exempel på en så kallad svart låda. I verkligheten är lådorna oftast röda eller orange för att de lättare ska kunna lokaliseras efter en flygolycka.

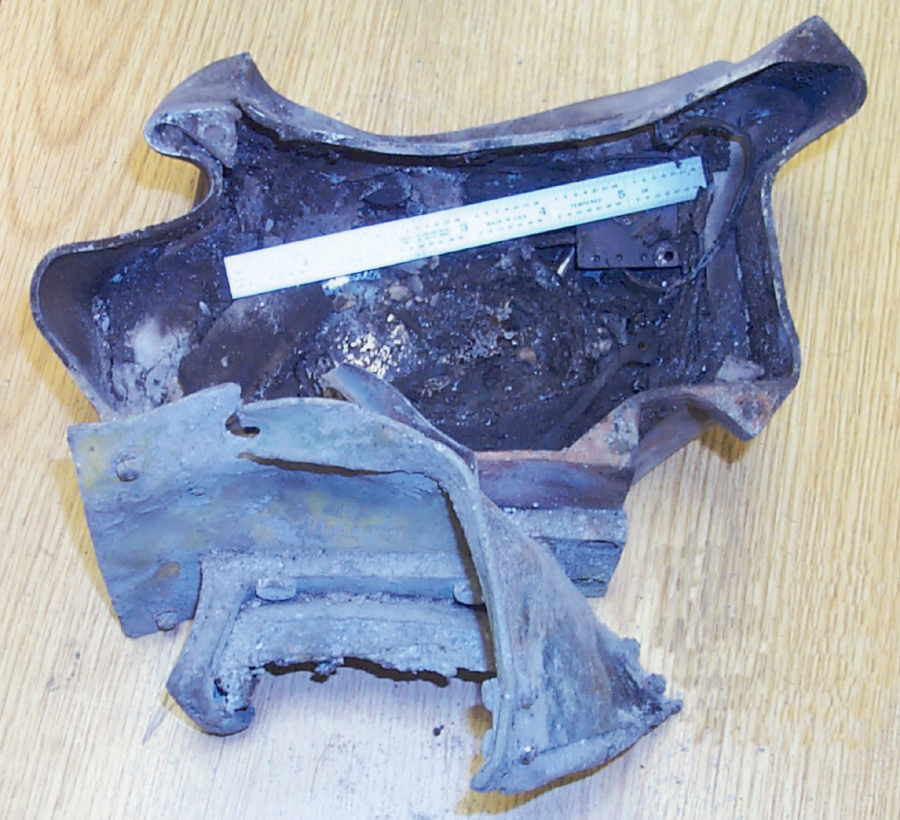
Exempel på kollisions- och brandskadad färdskrivare ("svart låda").

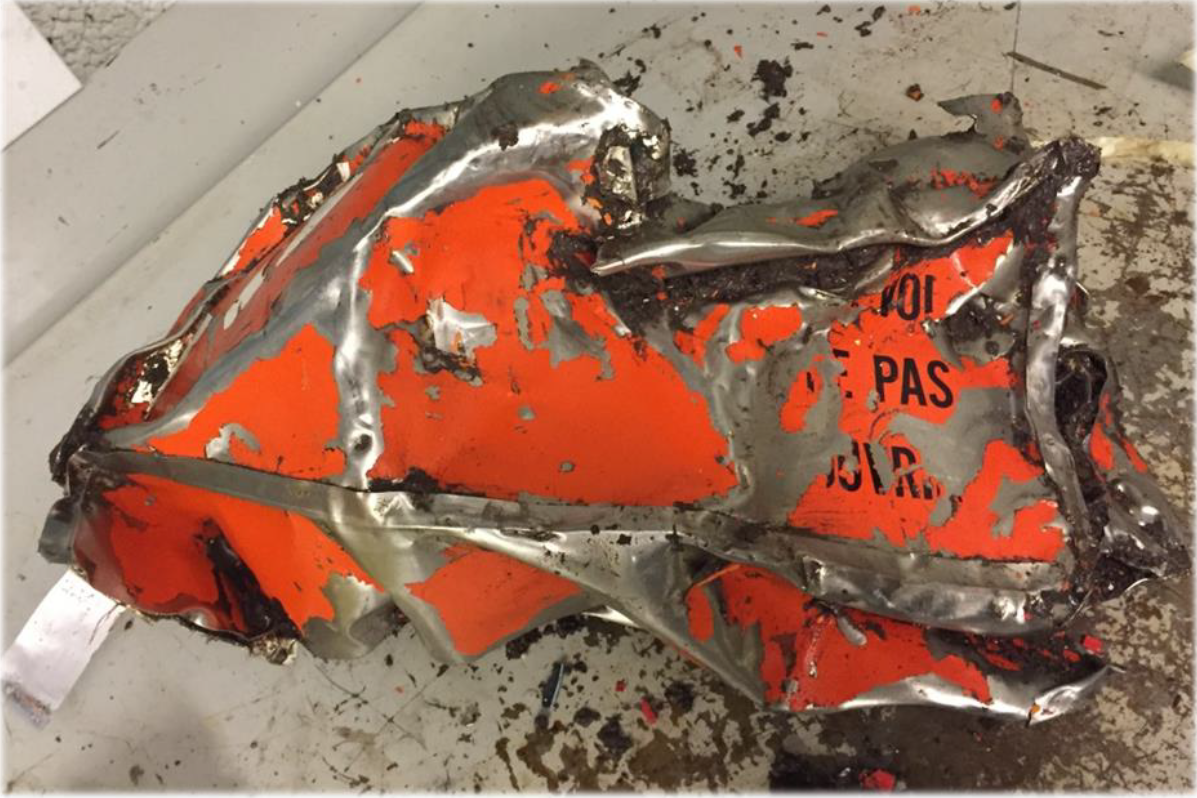
Skadad färdskrivare. Notera att brandskyddet kan ha försämrats. Ingen brand utbröt. West Air Sweden Flight 294.

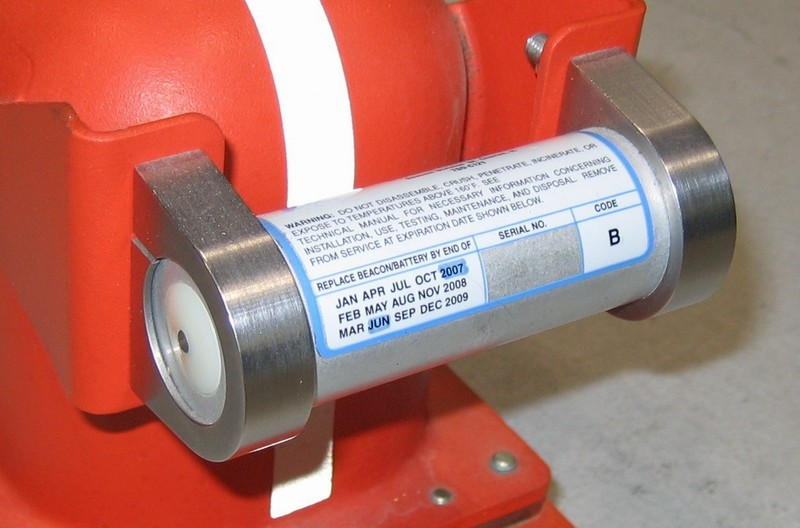
Ultraljudssändare monterad på ljudregistrator.

Svarta lådan eller black box är en vardaglig benämning på ett flygplans två färdskrivare:
- Färdregistratorn (eng. flight data recorder, FDR) där uppgifter från den senaste halvtimmen registreras, bland annat avseende flygplanets position, höjd, hastighet, färdriktning, attityd (tippvinkel) och roderutslag.
- Ljudregistratorn (eng. cockpit voice recorder, CVR) som spelar in ljud från cockpit såsom besättningens dialog — både med varandra och med flygledningen samt bakgrundsljud. Inspelningen lagrar minst de två senaste timmarna.

De två färdskrivarna placeras normalt i stjärtpartiet och är konstruerade för att tåla kraftiga stötar, höga vattentryck och i viss utsträckning brand. De ska i de flesta fall kunna överleva ett flygplanshaveri så att de lagrade uppgifterna kan användas i en haveriutredning. Färdskrivarna är även försedda med "pingsändare", ultraljudsändare, som underlättar lokalisering av dem i vatten. De aktiveras under vatten vid ett visst tryck.
Krav på färd- och ljudregistrator föreligger i huvudsak för flygplan med en högsta tillåtna flygvikt överstigande 5 700 kg. Typiska klubbflygplan med en flygvikt runt 1 000 kg omfattas således inte av kraven. Även en modern helikopter ska utrustas med motsvarande registratorer om den högsta tillåtna flygvikten överstiger 3 175 kg. Uppgifterna som helikoptrarnas färdregistratorer registrerar skiljer sig i viss mån från flygplanens beroende på helikoptrarnas annorlunda konstruktion.

## Brandskydd
Brandskyddet i en färdskrivare är mycket begränsat. Bara under perioden 1989–1995 skedde 11 haverier där färdskrivarens lagrade information förstördes på grund av brand.
För att hålla minnesmoduler svala har färdskrivare i regel utöver isolering, antingen vatten som kyler genom förångning, eller NaHCO3 som kyler genom endoterm pyrolys, (kylande kemisk reaktion som utlöses och drivs av värme). Båda metoderna har samma sårbarhet; energiinnehållet i flygfotogen är högt, och vid ett utdraget brandförlopp förbrukas dessa kylmedel innan branden självslocknat.

## Kross- och kollisionsskydd
Färdskrivare placeras oftast i flygplanets bakre del, där krafterna vid ett haveri brukar vara lägst. De måste bland annat klara ett "mjukt krosstest", där den placeras på sand varefter en vikt på 227 kg släpps på den från 3 meters höjd, samt klara av accelereration på 3 400 g under 6,5 ms.
Trots detta händer det att färdskrivare skadas eller totalförstörs, exempelvis West Air Sweden Flight 294.

## Eftersök
Den orange signalfärgen är till för att underlätta eftersök på land. Men eld kan förstöra färgen, och ett hårt nedslag kan förvränga färdskrivarens hölje, vilket också försvårar eftersöket. 
Hamnar färdskrivaren under vatten aktiveras en ultraljudssändare, som sänder en puls på 37,5 kHz ± 1 kHz, i 10 ms 1 gång per sekund. Batteriet i sändaren räcker i 30 dagar från haveriet.

### Exempel på återfinnande av de svarta lådorna
Den första juni 2009 havererade Air France Flight 447 i Atlanten på väg från Rio de Janeiro till Paris. Lådorna återfanns först två år senare av en sjörobot. De låg då på 4 000 meters djup med ett tryck på 400 bar. Efter torkning och rengöring kunde informationen återhämtas av den franska haverikommissionen (BEA).

## Föreslagna förbättringar
ICAO har föreslagit förbättringar av färdskrivarnas funktion att gälla för nya flygplanstyper från 2018 och för tidigare certifierade från 2020. Ett beslut om detta kan tas tidigast 2012.
Enligt förslaget ska de svarta lådornas batteri i framtiden klara 90 dagar mot 30 dagar idag. Räckvidden för lådans spårsignal ska öka från två kilometer till åtta. Lådorna ska vid ett haveri skjutas ut automatiskt vid kontakt med vatten samt ha förmåga att flyta. 
Vidare diskuteras att de svarta lådorna vid larm ska sända inspelad information i realtid till flygbolagen via satellit.[källa behövs]
Under diskussion inom ICAO är också en tredje låda, vilken skulle spara kamerabilder av instrumentpanelen.[källa behövs]